# Lorenzo (film)
Lorenzo è un cortometraggio d'animazione del 2004, diretto da Mike Gabriel e prodotto da Walt Disney Feature Animation. È basato su un'idea dell'animatore veterano Joe Grant, avuta sessant'anni prima.
Il film ha come colonna sonora un tango del musicista argentino Osvaldo Ruggiero, "Bordoneo y 900", interpretato da Juan José Mosalini e la sua Big Tango Orchestra.
Questo cortometraggio doveva essere parte di un film musicale a episodi, séguito di Fantasia e Fantasia 2000. Quando questo progetto fu cancellato, gli episodi che lo componevano sono stati distribuiti gradualmente come cortometraggi indipendenti al cinema oppure in DVD. Lorenzo è uscito nei cinema americani il 28 maggio 2004 allegato al film di Garry Marshall Quando meno te lo aspetti, ed è stato presentato in anteprima europea al Festival di Annecy il 7 giugno seguente.

## Trama
Da qualche parte in Argentina c'è l'opulento gatto Lorenzo che ammira vanitoso la sua enorme e vaporosa coda. Per strada passa Molly, un gattino lunatico, più snello e senza coda. Quando Lorenzo gli mostra il suo ingombrante didietro, Molly si ingelosisce e per ripicca gli fa prendere una scarica elettrica. A quel punto la coda di Lorenzo prende vita improvvisamente e si lancia in uno sfrenato tango col suo proprietario.
A Lorenzo questa situazione non va a genio, e farà di tutto per liberarsi della sua coda, senza riuscirci. Alla fine Molly tornerà e lo tenterà con un coltello.

## Riconoscimenti
- 2005 - Premio Oscar
  - Candidato come miglior cortometraggio d'animazione
- 2005 - Annie Awards
  - Miglior cortometraggio d'animazione
- 2004 - Festival di Annecy 2004
  - Grand Prix per il miglior cortometraggio d'animazione